# 21. oklepna divizija (ZDA)
21. oklepna divizija je bila oklepna divizija Kopenske vojske ZDA.